# Kasabian
Kasabian är en engelsk rockgrupp från Leicester, som startades av Tom Meighan (sång), Sergio Pizzorno (gitarr och sång), Chris Edwards (bas), Chris Karloff (keyboard och gitarr) och Ash Hannis (trummor), som dock lämnade gruppen strax efter dess första album. Under inspelningen av gruppens andra album blev trummisen Ian Matthews en ordinarie del av gruppen. Kort efter detta ombads Chris Karloff att lämna gruppen på grund av "kreativa skiljaktigheter". Han ersattes under inspelningen av det tredje albumet av Jay Mehler.
Gruppens medlemmar härstammar från orterna Blaby och Countesthorpe i Leicestershire och möttes då de gick på Leysland High School och Countesthorpe Community College. Sitt namn har gruppen tagit från Linda Kasabian, den unga gravida flickan som körde Charles Mansons flyktbil efter mordet på Roman Polanskis fru, Sharon Tate. Musikaliskt har gruppen jämförts med Primal Scream, vars fusion av elektronisk indierock delas av Kasabian. Personlighetsmässigt har gruppen jämförts med The Stone Roses och Oasis, på grund av den gemensamma självsäkerheten, utstrålningen och tuffa sångarstilen.

## Historik

### De tidiga åren (1999–2002)
Gruppen var tidigare känd som Saracuse och använde tidigt Bedrock Studios för sina inspelningar, eftersom Chris Edwards var anställd som tekniker vid studion. Deras första demo-EP producerades av Scott Gilbert och Mike Newitt, som räckte över den till gruppen den 24 december 1999. Gruppens första offentliga framträdande var på Vipers Rugby Club, för att fira Chris 18-årsdag. Gruppen upptäcktes snart och i samma veva bytte man namn till Kasabian, efter Linda Kasabian, en medlem i Charles Mansons sekt, och känd som Mansons flyktbilist. I en intervju i magasinet Ukula berättade basisten Chris Edwards hur förre gitarristen Chris Karloff hade läst om Charlens Manson och fastnat för namnet Kasabian. "Han tyckte helt enkelt att namnet var coolt, och bokstavligen ungefär en minut efter att vi andra fått höra det... bestämdes det," sa Edwards. 

### Debutalbum (2003–2005)
Deras självbetitlade debutalbum släpptes i Storbritannien i september 2004. Under inspelningen hade gruppen bott på en bondgård vid Rutland Water för att inte bli störda. Singeln Club Foot, som skrevs tidigt under gruppens barndom, är gruppens mest välkända spår och avslutar ofta deras konserter alternativt förekommer i inropningarna. Gruppen framträdde vid festivalen Glastonbury 2005, på scenen Other Stage.

### Empire(2006–2007)
Under inspelningen av gruppens andra album, Empire, klagade Christopher Karloff, en av gruppens främste låtskrivare, på "kreativa och konstnärliga skiljaktigheter" och ombads enligt gruppens hemsida att lämna gruppen. Dock fanns tecken på att Karloff lämnade på grund av personliga omständigheter. Han bidrog dock som låtskrivare på tre av spåren på Empire, inklusive titelspåret, vilket blev den första singeln som släpptes från albumet. Själva albumet släpptes den 28 augusti 2006. Senare inkluderade gruppen den tidigare tillfällige trummisen, Ian Matthews, som ordinarie medlem. I oktober 2006 spelare Kasabian in ett livealbum vid namn Live from Abbey Road från den berömda studion. Låten Empire, som gruppen beskriver som "call to arms" och som var den först singeln som släpptes från skivan, nådde en niondeplats på singellistan i Storbritannien, endast med hjälp av nedladdningsförsäljning och detta med endast sex dagars rotation på radion.
Albumet verkar fokusera på krigets hemskheter och problemen med krigföring. Singeln Shoot the Runner placerade sig som högst som nummer 17 på de brittiska listorna. En tredje singel, Me Plus One, släpptes den 29 januari 2007.
Kasabian vann priset för bästa live-akt vid 2007 års NME Awards-gala. Efter att ha mottagit priset, sa Meighan: "This is the first award we've ever won, so about fucking time! Thank you NME!"
När gruppen avslutat sin PR-turné hade de framträtt på flera festivaler, inklusive Isle of Wight Festival i juni 2007 och som andraakt på Pyramid Stage vid Glastonbury. Den 7 juli 2007 framträdde Kasabian som en del av Storbritanniens etapp vid Live Earth-galan på Wembley Stadium i London. Följande kväll var bandet huvudakt på NME-scenen på T in the Park-festivalen i Kinross i Skottland. Gruppen avslutade 2007 med en entimmes spelning vid Hogmanay-gatufesten i Edinburgh. Oasis gitarrist Noel Gallagher anslöt gruppen som gitarrist vid de tre sista låtarna.

### The West Ryder Pauper Lunatic Asylum(2008–nutid)
Gruppen släppte en EP vid namn Fast Fuse i slutet av 2007, som innehöll låtarna Fast Fuse och Thick as Thieves, men EP:n gavs ingen PR eller reklam. Det har bekräftats att spåret Fast Fuse kommer att inkluderas i deras tredje album och även som en av låtarna i TV-spelet FIFA 09. Det var även officiellt ledmotiv till fribrottningsprogrammet WWE Pay Per View, Cyber Sunday 2007.
Kasabian påbörjade arbetet med sitt tredje album under slutet av 2007. Gruppen har sagt att albumet kommer att innehålla en låt inspirerad av det tidiga Pink Floyd och som kommer att "låta som Syd Barrett". Under inspelningen av albumet har gruppen rekryterat inhopparen Jay Mehler som permanent medlem. Under en spelning vid Creamfields i Daresbury spelade gruppen låten Fire, ett kandidatspår till den nya albumet.
Albumet planerades först att släppas tidigt 2008, men skivsläppet har skjutits upp och nu förefaller det inte komma ut förrän tidigt 2009. Bland möjliga spår på skivan kan ses Take Aim, West Rider Silver Bullet, Where Did All the Love Go, och de förutnämnda Fast Fuse och Fire.
Den 5 mars avslöjade albumvote.co.uk att albumet kommer att heta The West Ryder Pauper Lunatic Asylum, och har ett tillfälligt releasedatum för 8 juni. Det är även bekräftat att första låten på albumet heter Underdog och att första officiella singeln kommer att släppas i juni och kommer att heta Fire. På deras hemsida släppte även Kasabian tillfälligt låten Vlad the Impaler för nedladdning.
Under sommaren 2009 agerade Kasabian förband åt Oasis under deras enorma stadionturné som utspelades i England, Irland, Skottland och Wales.
Sommaren/hösten 2010 har Kasabian agerat support till U2 under deras 360° Tour

## Diskografi

### Studioalbum
- Kasabian (2004)
- Empire (2006) med låten Empire
- The West Ryder Pauper Lunatic Asylum (2009)
- Velociraptor! (2011)
- 48:13 (2014)
- For Crying Out Loud (2017)
- The Alchemist's Euphoria (2022)
- Happenings (2024)

### Livealbum
- Live from Brixton Academy (4 juli 2005)

### Singlar
- Processed Beats (2003)
- Reason is Treason (2004)
- Club Foot (2004)
- L.S.F. (Lost Souls Forever) (2004)
- Processed Beats (2004)
- Cutt Off (2005)
- Club Foot (nysläpp) (2005)
- Empire (2006)
- Shoot the Runner (2006)
- Me Plus One (2007)
- Vlad The Impaler (2009)
- Fire  (2009)
- Underdog   (2009)
- Where did all the Love go   (2009)